# Paprika čínská
Paprika čínská (Capsicum chinense) je druh chilli papričky původem z Ameriky. Její odrůdy jsou pověstné svojí výjimečnou pálivostí. Někteří taxonomové ji považují za příslušníka druhu paprika setá. 

## Rozšíření
Jméno tohoto druhu je zavádějící, protože jeho vlastí je Střední Amerika, poloostrov Yucatán a oblast Karibiku. Název „paprika čínská“ pochází od nizozemského botanika Nikolause Josepha von Jacquina (1727–1817), který se mylně domníval, že pochází z Číny.
V teplém klimatu, jímž se oblast původu papriky vyznačuje, jde o trvalku, která vydrží několik let. V chladnějším podnebí však obvykle nepřežije zimu. Bez problémů však vyklíčí ze semene z předchozího roku.

## Pěstování
Paprika čínská se ve své přirozené vlasti pěstuje již stovky let, avšak do asijských oblastí, kde se nyní také pěstuje, byla dovezena teprve nedávno. Mají ji v oblibě také mnozí zahradníci, kteří ji pěstují buď pro její veselou barevnost, nebo v zeleninových zahradách pro pálivé papričky.

## Kuchyně
Paprika čínská a její odrůdy se na Yucatánu a v Karibiku již po staletí používají, aby dodaly tradičním pokrmům zdejší kuchyně patřičný říz. Koření se jimi zejména pokrmy z dušeného masa, omáčky a také marinády pro nakládání masa a kuřat.
Také v evropské a severoamerické kuchyni se některé z těchto chilli papriček občas používají, například habanero, které slouží k přípravě velice pálivých salátů. Děje se tak díky popularitě Tex-Mex a mexické kuchyně v západní kultuře.

## Kultivary

### Běžné odrůdyC. chinense
Podobně jako paprika setá (C. annuum) má i paprika čínská mnoho rozličných variet neboli odrůd, k nimž patří:
- 7-Pot chili (Trinidad)
  - 7-Pot kultivar 7-Pot Primo
- Adjuma (Surinam)
- Ají Panca (Peru)
- Arriba Saia (Brazílie)
- 'Carolina Reaper' (Jižní Karolína)
- Datil (Florida)
- Fatalii (středojižní Afrika)
- Habanero (Karibik, Střední Amerikca a Mexiko)
  - Habanero kultivar 'Red Savina'
- Hainan yellow lantern (ostrov Chaj-nan, Středojižní Čína)
- 'Madame Jeanette' (Surinam)
- Bhut Jolokia (Ásám)
  - Bhut Jolokia kultivar 'Dorset' Naga
- Scotch bonnet (Jamajka, Trinidad)
- Trinidad Moruga Scorpion (Trinidad)
  - Trinidad Moruga Scorpion kultivar Trinidad scorpion 'Butch T'